# Babylon 5: Na počátku
Babylon 5: Na počátku (v anglickém originále Babylon 5: In the Beginning) je americký televizní film z roku 1998, v pořadí druhý film vztahující se ke sci-fi seriálu Babylon 5. Snímek režíroval Michael Vejar, scénář napsal J. Michael Straczynski, autor celého seriálu. Premiérově byl vysílán 4. ledna 1998 na televizní stanici TNT.

## Příběh
Rámcový děj filmu se odehrává v roce 2278, chronologicky 16 let po skončení seriálu Babylon 5. Hlavní děj snímku, který je vyprávěn retrospektivně, je zasazen do let 2245–2248, tedy 10–13 let před první řadou seriálu; do doby, kdy se odehrála válka mezi Pozemšťany a Minbary.
Starý císař Mollari II. (bývalý centaurský velvyslanec Londo Mollari působící před lety na stanici Babylon 5) vypráví dětem na císařském dvoře, v ruinách hlavního města na planetě Centauri Prime, o pozemsko-minbarské válce, která proběhla před 30 lety. Sám si klade za tento konflikt částečnou vinu, protože tehdy působil na Zemi jako centaurský diplomat. Pozemšťané se i přes jeho výstrahy vydali s několika loděmi na průzkum směrem k prostoru Minbarské federace, jedné ze starých, mocných a záhadných ras. První kontakt však dopadl katastrofálně, kvůli mylně vyloženému gestu začaly lodě obou ras na sebe střílet. Přitom zahynul minbarský vůdce Dukhat. Šedá rada, nejvyšší správní orgán Minbarů, následkem těchto událostí vyhlásila Pozemšťanům svatou válku; rozhodující hlas pro vyhlášení války přitom dodala členka rady Delenn, budoucí vůdkyně Rady a vyslankyně Minbarů na stanici Babylon 5. Válka byla dlouhá a krutá, proti technologicky vyspělým Minbarům ale neměla Pozemská aliance větší šanci. Jediným větším úspěchem Pozemšťanů bylo zničení minbarského křižníku Drala Fi („Černá hvězda“), sloužícího také jako vlajková loď. Tento úspěch byl výsledkem úspěšné léčky nastražené nadporučíkem Sheridanem. Následná mírová konference však skončila fiaskem díky zásahu Centauřanů a válka pokračovala. Při závěrečné bitvě u Země se do zajetí Minbarů dostal lidský pilot Jeffrey Sinclair. Šedá ráda byla šokována zjištěním, že Sinclair v sobě nese duši uctívaného Minbarského duchovního vůdce Valena. Po prozkoumání několika dalších Pozemšťanů Minbaři dospěli k závěru, že duše jejich mrtvých se následně znovu rodí v lidských tělech. Rozhodli se proto ukončit válku a jejich flotila útočící na zemi kapitulovala. Důvod kapitulace však Šedá rada uchovala v tajnosti kvůli obavám z ničivých dopadů, které by odhalení pravdy mohlo mít na Minbarskou kulturu. Právě ničivý pozemsko-minbarský konflikt byl impulsem k zahájení stavby stanic Babylon, kde měly být spory mezi rasami řešeny mírumilovně.

## Obsazení
| Bruce Boxleitner | nadporučík John Sheridan, první důstojník lodi EAS Lexington               |
| Mira Furlanová   | Delenn, členka Šedého koncilu                                              |
| Richard Biggs    | doktor Stephen Franklin, lékař Pozemských sil                              |
| Andreas Katsulas | G'Kar, zástupce Narnského režimu na Zemi                                   |
| Peter Jurasik    | Mollari II., centaurský císař / Londo Mollari, centaurský diplomat na Zemi |
| Theodore Bikel   | Lennon, minbarský velitel Rangerů                                          |
| Reiner Schöne    | Dukhat, minbarský vůdce                                                    |